# Tobias Eberhard
Tobias Eberhard (* 12. Jänner 1985 in Saalfelden) ist ein ehemaliger österreichischer Biathlet.

## Leben
Im Zivilberuf ist Eberhard Exekutivbediensteter der Bundespolizei. Er lebt in Saalfelden. Der ältere Bruder von Julian Eberhard startet für den HSV Saalfelden. Er betreibt Biathlon seit 1998, seit 2000 als Mitglied des österreichischen Nationalkaders. 2002 startete er in Ridnaun zum ersten Mal bei einer Junioren-Weltmeisterschaft und erreichte als beste Platzierung einen 33. Rang im Sprint. Im Jahr darauf wurde er in Kościelisko Sprint-Achter. Auch in Haute-Maurienne erreichte er als 14. erneut im Sprint seine beste Platzierung, die folgende WM in Kontiolahti brachte keine nennenswerte Ergebnisse. Bei seiner letzten Junioren-WM in Presque Isle war ein sechster Platz im Sprint bestes Ergebnis. Bei seiner ersten Junioren-Europameisterschaft in Minsk erreichte er keine nennenswerten Ergebnisse, 2005 in Nowosibirsk wurde er Sechster im Sprint und Achter in der Verfolgung. Im Langdorf konnte er Sechster im Einzel werden. Bei seiner ersten Europameisterschaft der Senioren in Bansko gewann Eberhard die Bronzemedaille im Sprint und wurde Achter in der Verfolgung sowie Elfter im Einzel.
Zwischen 2002 und 2006 startete Eberhard im Junioren-Europacup. Einmal konnte er in Altenberg – seinem letzten Rennen im Rahmen dieses Wettbewerbs – gewinnen. Im Biathlon-Weltcup wurde er erstmals am Ende der Saison 2005/06 eingesetzt. Sein erstes Rennen bestritt er bei einem Sprint in Kontiolahti, das er als 88. beendete. Seit 2006/07 wird er regelmäßig im Weltcup eingesetzt. Erstmals Punkte konnte er in der folgenden Saison bei einem Sprint in Pokljuka sammeln, wo er als 20. ins Ziel kam. Den endgültigen Durchbruch schaffte Eberhard zu Beginn der Saison 2008/09. In Hochfilzen kam er in einem Sprintrennen auf den 13. Platz und gewann wenig später mit der österreichischen Staffel bei eigener fehlerfreier Leistung ein Weltcuprennen. In Oberhof und Antholz erreichte er in den Sprintrennen mit zehnten Plätzen sowie im Massenstart mit einem neunten Platz erste Top-Ten-Ergebnisse. Bei den Biathlon-Europameisterschaften 2009 wurde er im Sprint über 10 km Fünfter und in der Verfolgung über 12,5 km 21. In der Staffel über 4 × 7,5 km wurde er mit dem österreichischen Team gemeinsam mit Andreas Schwabl, Julian Eberhard und Sven Grossegger Fünfter.
In der Saison 2009/10 konnte er mit der österreichischen Herrenstaffeln mit dem dritten Platz in Ruhpolding erneut einen Podestplatz erreichen. Ein weiterer Podestplatz mit der Staffel erfolgte in der Saison 2010/11, in welcher er schlussendlich den 36. Platz im Gesamtweltcup belegte. In den darauffolgenden Saisonen wurden die Weltcupeinsätze weniger und ging Eberhard wieder vermehrt im IBU-Cup an den Start. In der Saison 2016/17 pausierte Eberhard und ging bei keinen internationalen Rennen an den Start. Ab 2017/18 kam er wieder überwiegend im Weltcup zum Einsatz. Er war Mitglied des österreichischen Olympiateams 2018 und belegte bei den Winterspielen In Pyeongchang mit der Staffel den vierten Platz. Bei den Biathlon-Weltmeisterschaften 2019 in Östersund ging er in der Mixed-Staffel an den Start, mit welcher er den 17. Platz belegte.
Für die Saison 2020/21 fand Eberhard keine Berücksichtigung mehr im Kader des ÖSV. Seit Ende 2022 ist Tobias Eberhard der Begleitläufer (Guide) der sehbehinderten Para-Biathletin Carina Edlinger. Mit ihr gewann er bei den Nordischen Skiweltmeisterschaften der Behinderten 2023 in Östersund, Schweden die Goldmedaille im Langlauf-Sprint.

## Trivia
Tobias Eberhard gehört wie sein Landsmann Simon Eder zu den wenigen Linksschützen im Biathlon-Weltcup.

## Biathlon-Weltcup-Platzierungen
Die Tabelle zeigt alle Platzierungen (je nach Austragungsjahr einschließlich Olympische Spiele und Weltmeisterschaften).
- 1.–3. Platz: Anzahl der Podiumsplatzierungen
- Top 10: Anzahl der Platzierungen unter den ersten zehn (einschließlich Podium)
- Punkteränge: Anzahl der Platzierungen innerhalb der Punkteränge (einschließlich Podium und Top 10)
- Starts: Anzahl gelaufener Rennen in der jeweiligen Disziplin
- Staffel: inklusive Mixed- und Single-Mixed-Staffeln

| Platzierung         | Einzel | Sprint | Verfolgung | Massenstart | Staffel | Gesamt |
| ------------------- | ------ | ------ | ---------- | ----------- | ------- | ------ |
| 1. Platz            |        |        |            |             | 1       | 1      |
| 2. Platz            |        |        |            |             | 1       | 1      |
| 3. Platz            |        |        |            |             | 4       | 4      |
| Top 10              |        | 2      | 1          | 1           | 16      | 20     |
| Punkteränge         | 4      | 30     | 11         | 2           | 19      | 66     |
| Starts              | 19     | 77     | 29         | 2           | 19      | 146    |
| Stand: Karriereende |        |        |            |             |         |        |